# Parti populaire des Canaries
Le Parti populaire des Canaries (en espagnol : Partido Popular de Canarias, PP Canarias) est la fédération territoriale du Parti populaire (PP) dans les Canaries.
Issu de l'Alliance populaire (AP), le PP Canarias n'a jamais occupé la présidence du gouvernement des Canaries depuis sa fondation. Il y a en revanche participé à cinq reprises, chaque fois en coalition avec la Coalition canarienne (CC), situation qui s’est reproduite en 2033. Au niveau local, il a notamment détenu la mairie de Las Palmas de Grande Canarie et la présidence du cabildo insulaire de Grande Canarie et de celui de La Palma.

## Présidents
| Titulaire                         | Dates                                                          | Fonction |
| --------------------------------- | -------------------------------------------------------------- | --- |
| José Miguel Bravo de Laguna (es), | 8 novembre 1991 – 7 juillet 1999 (7 ans, 7 mois et 29 jours)   | Président du Parlement des Canaries (1995-2003) Président du cabildo insulaire de Grande Canarie (2011-2015)                                                                                               |
| José Manuel Soria,                | 16 juillet 1999 – 15 avril 2016 (16 ans, 8 mois et 30 jours)   | Maire de Las Palmas de Grande Canarie (1995-2003) Président du cabildo insulaire de Grande Canarie (2003-2007) Vice-président du gouvernement des Canaries (2007-2010) Ministre de l'Industrie (2011-2016) |
| Asier Antona (es),                | 22 avril 2016 – 30 juillet 2019 (3 ans, 3 mois et 8 jours)     | |
| Australia Navarro (es)            | 5 septembre 2019 – 23 janvier 2022 (2 ans, 4 mois et 18 jours) | Conseillère à la Présidence et à la Justice (2003-2005) |
| Manuel Domínguez (es)             | depuis le 23 janvier 2022 (3 ans, 5 mois et 29 jours)          | Maire de Los Realejos (2011-2022) Vice-président du gouvernement des Canaries (depuis 2023) |

## Résultats électoraux

### Parlement des Canaries
| Année | Chef de file                     | Voix    | %        | #      | Sièges  | Gouvernement                                   |
| ----- | -------------------------------- | ------- | -------- | ------ | ------- | ---------------------------------------------- |
| 1991  | Fernando Fernández Martín        | 89 251  | 12,93    | 4e     | 6 / 60  | Opposition                                     |
| 1995  | José Miguel Bravo de Laguna (es) | 247 609 | 31,42 () | 2e ()  | 18 / 60 | Soutien (1995-1996) ; Hermoso II (1996-1999)   |
| 1999  | José Miguel Bravo de Laguna (es) | 225 316 | 27,55 () | 3e ()  | 15 / 60 | Rodríguez (1999-2001) ; opposition (2001-2003) |
| 2003  | José Manuel Soria                | 283 186 | 31,00 () | 2e ()  | 17 / 60 | Martín (2003-2005) ; opposition (2005-2007)    |
| 2007  | José Manuel Soria                | 224 883 | 24,04 () | 3e ()  | 15 / 60 | Rivero I (2007-2010) ; opposition (2010-2011)  |
| 2011  | José Manuel Soria                | 289 381 | 31,08 () | 1er () | 21 / 60 | Opposition                                     |
| 2015  | Australia Navarro (es)           | 170 129 | 18,26 () | 2e ()  | 12 / 60 | Opposition                                     |
| 2019  | Asier Antona (es)                | 130 090 | 14,60 () | 3e ()  | 11 / 70 | Opposition                                     |
| 2023  | Manuel Domínguez (es)            | 176 308 | 19,33 () | 3e ()  | 15 / 70 | Clavijo II                                     |

## Identité visuelle

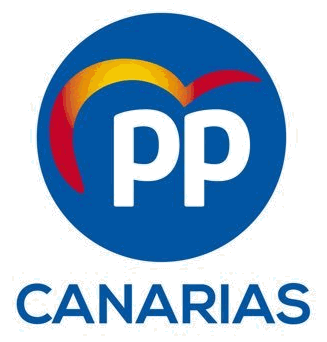
Logo de 2019 à 2022.
Logo depuis 2022.